# Tetratoma tessellata
Tetratoma tessellata là một loài bọ cánh cứng trong họ Tetratomidae. Loài này được Melsheimer miêu tả khoa học đầu tiên năm 1844.